# Kristian Laake
Kristian Kristiansen Laake (ur. 9 kwietnia 1875 w Ullensaker, zm. 3 sierpnia 1950 w Skedsmo) – norweski wojskowy, generał major. Naczelny dowódca Norweskich Sił Zbrojnych w latach 1931–1940.

## Życiorys
Urodził się w rodzinie rolników, jego ojcem był Kristian Gulbrandsen Laake, a matką Karen Taugland.  
W młodości Laake został działaczem Partii Liberalnej i pełnił różne funkcje na poziomie lokalnym. W 1894 zdał maturę, a trzy lata później ukończył uczelnię wojskową. Wyższe studia wojskowe ukończył w 1900, a w 1911 studia przygotowujące do służby w sztabie generalnym. Służył w artylerii, w 1928 awansowany na stopień pułkownika. 
W 1931 został szefem sztabu generalnego, a w tym samym roku też naczelnym dowódcą Norweskich Sił Zbrojnych. Jego nominacja została uznana za czysto polityczną, służącą do przeforsowania proponowanych przez rząd reform w wojsku. Na przełomie lat 1932 i 1933 popadł w konflikt z ówczesnym ministrem obrony Vidkunem Quislingiem. 
Zimą na przełomie lat 1939 i 1940 mocno chorował. W dniu ataku niemieckiego pozostał wyjątkowo bierny, przez co już następnego dnia został poproszony o rezygnację ze stanowiska. 
Po rezygnacji zamieszkał w przejętym w 1908 gospodarstwie w Skedsmo, gdzie zmarł w 1950.  

## Odznaczenia
- Krzyż Komandorski z Gwiazdą Orderu Świętego Olafa (1934)[1]
- Krzyż Wielki Orderu Białej Róży Finlandii[1]
- Krzyż Wielki Orderu Miecza[1]
- Krzyż Kawalerski Orderu Danebroga[1]